# Dick van Meeuwen
Dick van Meeuwen (Rotterdam, 22 mei 1954) is een Nederlandse bestuurder en politicus namens de SGP. Sinds 16 januari 2021 is hij partijvoorzitter van de SGP.

## Biografie

### Opleiding en loopbaan
Van Meeuwen is geboren in Rotterdam en ging naar de christelijke mulo aldaar. Daarna ging hij naar de Pedagogische Academie aan de Driestar Hogeschool in Gouda. Hij was aanvankelijk werkzaam als onderwijzer in Sliedrecht. Van 1982 tot 1997 was hij werkzaam als leraar geschiedenis/maatschappijleer en coördinator bovenbouw havo op de locatie "Guido de Brès" aan het Wartburg College in Rotterdam. Van 1984 tot 1988 studeerde hij geschiedenis aan de Rijksuniversiteit Leiden.
Van Meeuwen was van 1997 tot 2011 directeur van de locatie "Marnix" van het Wartburg College in Dordrecht. Van 2011 tot 2020 was hij lid van het college van bestuur van het Van Lodenstein College en het Hoornbeeck College. Naast zijn onderwijsloopbaan bekleedde hij diverse bestuurlijke nevenfuncties.

### Politieke loopbaan
Van Meeuwen was namens de SGP van 1988 tot 2011 lid van de gemeenteraad van Sliedrecht. Van 1989 tot 2000 was hij fractievoorzitter van de SGP/RPF/GPV en van 2000 tot 2011 van de ChristenUnie-SGP. Van 2005 tot 2010 was hij vicevoorzitter van de Drechtraad. Sinds 2015 is hij lid van de Partij Adviesraad van de SGP. Hij werd op 18 december 2020 voorgedragen en op 16 januari 2021 verkozen tot partijvoorzitter van de SGP.

### Persoonlijk
Van Meeuwen is getrouwd en heeft zes kinderen. Hij is lid van de Christelijke Gereformeerde Kerken, als zodanig is hij actief als ouderling in de Bethelkerk in Sliedrecht.